# 地質學群島
地質學群島（英語：Géologie Archipelago）是南極洲的群島，位於阿黛利地，處於測地角以北，從西面的埃萊娜島延伸至東面的迪穆蘭群島，法國探險隊在1840年1月22日首次踏足該群島。
66°39′S 139°55′E / 66.650°S 139.917°E